# Kanton Aix-en-Provence-Sud-Ouest
Kanton Aix-en-Provence-Sud-Ouest (fr. Canton d'Aix-en-Provence-Sud-Ouest) je francouzský kanton v departementu Bouches-du-Rhône v regionu Provence-Alpes-Côte d'Azur. Tvoří ho jižní část města Aix-en-Provence a další dvě obce.

## Obce kantonu
- Aix-en-Provence (část)
- Éguilles
- Meyreuil